# Abgelehntes Damengambit
Beim Abgelehnten Damengambit handelt es sich um eine Eröffnung des Schachspiels. Das Abgelehnte Damengambit zählt zu den Geschlossenen Spielen. Es entwickelt sich aus dem Damengambit.

## Eröffnung
Jede seiner Hauptvarianten beginnt mit den Zügen
1. d2–d4 d7–d5
2. c2–c4 e7–e6
Das abgelehnte Damengambit ist nicht die einzige Möglichkeit, das Damengambit abzulehnen. Alternativen sind unter anderem die Slawische Verteidigung (2. … c7–c6) oder die Tschigorin-Verteidigung (2. … Sb8–c6). Mit der Bezeichnung abgelehntes Damengambit ist speziell die Ablehnung mittels 2. … e7–e6 gemeint.
Mit dieser Stützung versperrt sich der Schwarze zunächst eine wirkungsvolle Entwicklung seines Damenläufers. Stattdessen bereitet er die Entwicklung seines Königsflügels vor.

## Varianten
In den Hauptvarianten folgt meist 3. Sb1–c3. Manchmal wird zunächst 3. Sg1–f3 Sg8–f6 gespielt, was entweder durch Zugumstellung zu den Hauptvarianten führt oder zur Katalanischen Eröffnung (die nicht als Teil des Damengambits gezählt wird), falls Weiß mit 4. g2–g3 und 5. Lf1–g2 fortsetzt. Nach 
3. Sb1–c3 hat Schwarz folgende Möglichkeiten:
- Tarrasch-Verteidigung 3. Sb1–c3 c7–c5
- Halbslawische Verteidigung 3. Sb1–c3 c7–c6

Die Entwicklung des Lc1 nach f4, bisweilen Blackburne-Variante genannt, wurde über die Zugfolge 3. Sb1–c3 Sg8–f6 4. Sg1–f3 Lf8–e7 5. Lc1–f4 populär. Aufgrund des dadurch geringeren indirekten weißen Drucks gegen d5 wie es der Läufer g5 ausübt, kann Schwarz nach 5. … 0–0 6. e2–e3 unbesorgt c7–c5 ziehen.
Am geläufigsten ist die Fortsetzung mit 3. Sb1–c3 Sg8–f6. Danach unterscheidet man neben dem Abtausch-System 4. c4xd5 e6xd5 Varianten die mit 4. Sg1–f3 fortsetzen und solche mit 4. Lc1–g5.

### Varianten mit 4. Sg1–f3
|   | a | b | c | d | e | f | g | h |   |
| 8 |   |   |   |   |   |   |   |   | 8 |
| 7 |   |   |   |   |   |   |   |   | 7 |
| 6 |   |   |   |   |   |   |   |   | 6 |
| 5 |   |   |   |   |   |   |   |   | 5 |
| 4 |   |   |   |   |   |   |   |   | 4 |
| 3 |   |   |   |   |   |   |   |   | 3 |
| 2 |   |   |   |   |   |   |   |   | 2 |
| 1 |   |   |   |   |   |   |   |   | 1 |
|   | a | b | c | d | e | f | g | h |   |

- Verbesserte Tarrasch-Verteidigung 4. Sg1–f3 c7–c5
- Wiener Variante 4. Sg1–f3 d5xc4 5. e2–e4 Lf8–b4 6. Lc1–g5 c7–c5
- Ragosin-Variante 4. Sg1–f3 Lf8–b4

### Varianten mit 4. Lc1–g5
|   | a | b | c | d | e | f | g | h |   |
| 8 |   |   |   |   |   |   |   |   | 8 |
| 7 |   |   |   |   |   |   |   |   | 7 |
| 6 |   |   |   |   |   |   |   |   | 6 |
| 5 |   |   |   |   |   |   |   |   | 5 |
| 4 |   |   |   |   |   |   |   |   | 4 |
| 3 |   |   |   |   |   |   |   |   | 3 |
| 2 |   |   |   |   |   |   |   |   | 2 |
| 1 |   |   |   |   |   |   |   |   | 1 |
|   | a | b | c | d | e | f | g | h |   |

- 4. Lc1–g5 Sb8–d7
  - 5. e2–e3 c7–c6 6. Sg1–f3 Dd8–a5 Cambridge-Springs-Variante
  - 5. Sg1–f3 Lf8–b4 Westphalia-Variante
  - 5. c4xd5 e6xd5
    - 6. Lf1–d3 oder 6. Sg1–f3 führen zur Abtauschvariante
    - 6. Sc3xd5? scheinbar kann der schwarze Springer auf f6 nicht auf d5 zurückschlagen, da danach der weiße Läufer auf g5 die schwarze Dame schlagen könnte. 6. … Sf6xd5! 7. Lg5xd8 Lf8–b4+. Der einzige regelkonforme Zug ist nun die Dame zwischen Läufer und König zu stellen: 8. Dd1–d2 Lb4xd2+ 9. Ke1xd2 Ke8xd8. Schwarz hat nun eine Figur mehr und kann leicht gewinnen.
- 4. Lc1–g5 Lf8–e7 5. e2–e3 0–0 6. Sg1–f3
  - Orthodoxe Verteidigung 6. Sg1–f3 Sb8–d7
  - Tartakower-Verteidigung 6. Sg1–f3 h7–h6 7. Lg5–h4 b7–b6
  - Lasker-Verteidigung 6. Sg1–f3 h7–h6 7. Lg5–h4 Sf6–e4
- Moskauer Variante 4. Lc1–g5 h7–h6

## Zugumstellungen
Manchmal wird das Abgelehnte Damengambit erst durch Zugumstellungen erreicht. So führen etwa auch die Zugfolgen
- 1. d2–d4 Sg8–f6 2. c2–c4 e7–e6 3. Sg1–f3 d7–d5
- 1. c2–c4 e7–e6 2. Sb1–c3 d7–d5 3. d2–d4
- 1. Sg1–f3 d7–d5 2. c2–c4 e7–e6 3. d2–d4
- 1. Sg1–f3 d7–d5 2. d2–d4 e7–e6 3. c2–c4

zu typischen Positionen des Abgelehnten Damengambits.
Dagegen werden die Stellungen nach
- 1. d2–d4 d7–d5 2. c2–c4 e7–e6 3. Sg1–f3 Sg8–f6 4. g2–g3

wegen der Aufstellung des weißen Läufers auf g2 zur Katalanischen Eröffnung gezählt.